# Horodziec (gmina)
Horodziec (od 1928 Antonówka nad Horyniem) – dawna gmina wiejska w woj. poleskim, a od 1930 roku woj. wołyńskim II Rzeczypospolitej (obecnie na Ukrainie). Siedzibą gminy był Horodziec (właściwa nazwa Horodec nad Horyniem).
Początkowo gmina należała do powiatu łuckiego. 12 grudnia 1920 r. została przyłączona do powiatu sarneńskiego pod Zarządem Terenów Przyfrontowych i Etapowych. 19 lutego 1921 r. wraz z całym powiatem weszła w skład nowo utworzonego województwa poleskiego. 1 stycznia 1926 roku do gminy Horodziec przyłączono część obszaru gminy Włodzimierzec. 18 kwietnia 1928 roku do gminy przyłączono część zniesionej gminy Bereźnica.
11 października 1928 roku gminę przemianowano na gmina Antonówka nad Horyniem.
Miejscowość Horodec, w którym znajdował się pałac należał do Kamila de Pourbaix w skład majątku wchodziła także Antonówka – wieś (gmina), kolonia (założona) oraz kilkanaście kolonii (Pourbejówka, Sernikówka, Kruszewo). Od początku XX w. Rodzina de Pourbaix, zakładała polskie kolonie w okolicy. 
W Antonówce od lat dwudziestych działała szkoła powszechna
Nie mylić z gminą Horodec.